# بطباط لبناني
بطباط لبناني (الاسم العلمي:Polygonum libani) هي نوع من النباتات يتبع جنس البطباط من الفصيلة البطباطية.